# Jean-Charles Langlois
Pour les articles homonymes, voir Langlois.
Jean-Charles Langlois, dit Le colonel, né le 22 juillet 1789 à Beaumont-en-Auge et mort à Paris le 23 mars 1870 , est un militaire et peintre français.

## Biographie
Jean-Charles Langlois entre à l’École polytechnique en 1806. Quelques mois après, il en part avec dix de ses camarades pour rejoindre l'armée comme sous-lieutenant d'infanterie. Il se bat à Wagram, à Gérone et il est nommé capitaine en 1812. Il combat à Waterloo avec un courage qui lui vaut d’être grièvement blessé.
Mis en demi-solde par la Restauration et envoyé en surveillance à Bourges, il se consacre au dessin et, encouragé par un artiste de la ville, fait ses débuts en peinture. En 1817, il obtient l'autorisation de venir s'installer à Paris pour se perfectionner et fréquenter les ateliers du baron Gros, de Girodet et d'Horace Vernet, avec lequel il se lie étroitement. Toujours militaire, en 1818, il est classé dans le corps d'État-major nouvellement constitué, et est pris comme aide de camp par le maréchal de Gouvion-Saint-Cyr ; il le restera
jusqu'en 1830.
Dans cette agréable sinécure, il peut se livrer en toute liberté à ses goûts artistiques. Il débute au Salon de 1822 avec son tableau de la Bataille de Sédiman qui lui vaut une médaille. Par la suite, il ne cesse d'exposer des scènes militaires qui représentent pour lui l’expérience la plus intense que puisse offrir la vie, et finit par se livrer tout entier à la peinture de panoramas après avoir vu en 1826 le Panorama d’Athènes de Pierre Prévost, premier peintre de panoramas français.
Entre-temps, Langlois profite en 1823 de l'expédition d'Espagne pour se documenter en y dessinant des croquis. En 1830, il s'embarque à ses frais pour l'expédition d'Alger, où il veut recueillir les éléments d'un panorama. En 1833, mis à la disposition du maréchal Maison, ambassadeur en Russie, il l'accompagne à Saint-Pétersbourg où il reste plusieurs années, ce qui lui permet de visiter en peintre et en militaire les terrains des grandes batailles de l'Empire. Revenu à Paris en 1836, il y reste comme lieutenant-colonel et colonel jusqu'à sa mise à la retraite en 1849.
Le premier panorama qu'il livre au public est celui de la Bataille de Navarin en 1830, puis vinrent la Prise d'Alger (1833), la Bataille de la Moskowa (1835), l’Incendie de Moscou (1837), la Bataille de Wagram (1840), la Bataille de Montereau (1842), la Bataille d'Eylau (1844), la Bataille des Pyramides (1853), la Siège de Sébastopol (1860), la Bataille de Solférino (1865). À sa mort, Langlois préparait la Bataille de Marengo.
On doit à Langlois, en dehors des panoramas, de nombreux tableaux de chevalet, dont plusieurs ont été commandés par la maison du Roi pour les galeries de Versailles : les batailles de Polotsk, de Benouth, de Castoella, de Campo d'Arenas, de Toulouse et de Champaubert, ainsi que la Prise du château de Morée. L'École polytechnique conserve de lui Un épisode de la bataille de la Moskowa, que lui a légué le baron Larrey.
Il a également recours à la photographie qu'il découvre lors de la rencontre avec  Maxime Du Camp en Egypte ; durant la bataille de Crimée il se rend en compagnie du photographe Léon-Eugène Méhédin et la documente pour l'élaboration d'un panorama. Nombre de ses panoramas ont été détruits au cours du siège de Paris de 1870.
François-Émile de Lansac est son élève.

### En photographies

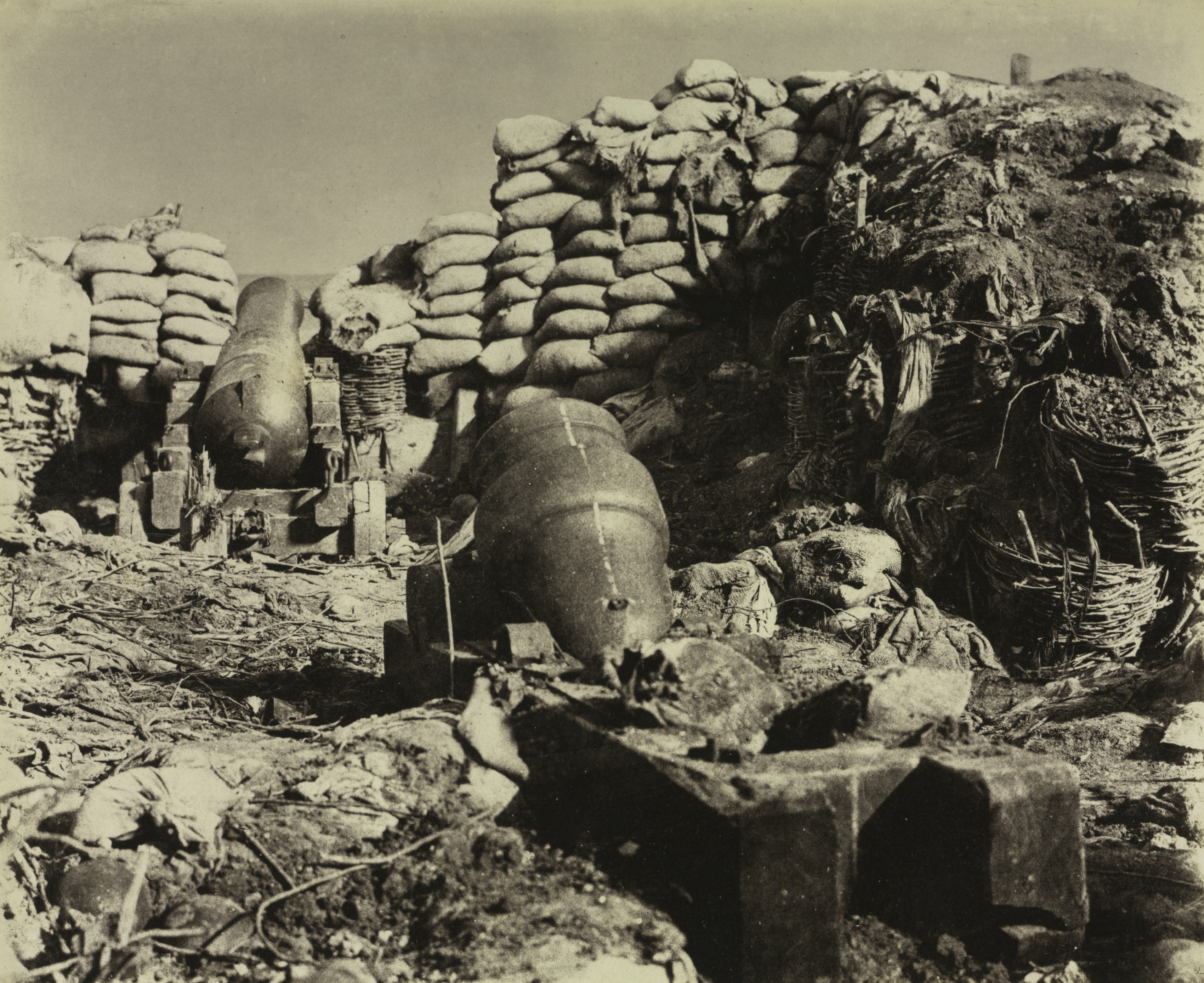
Lors de la Bataille de Malakoff,
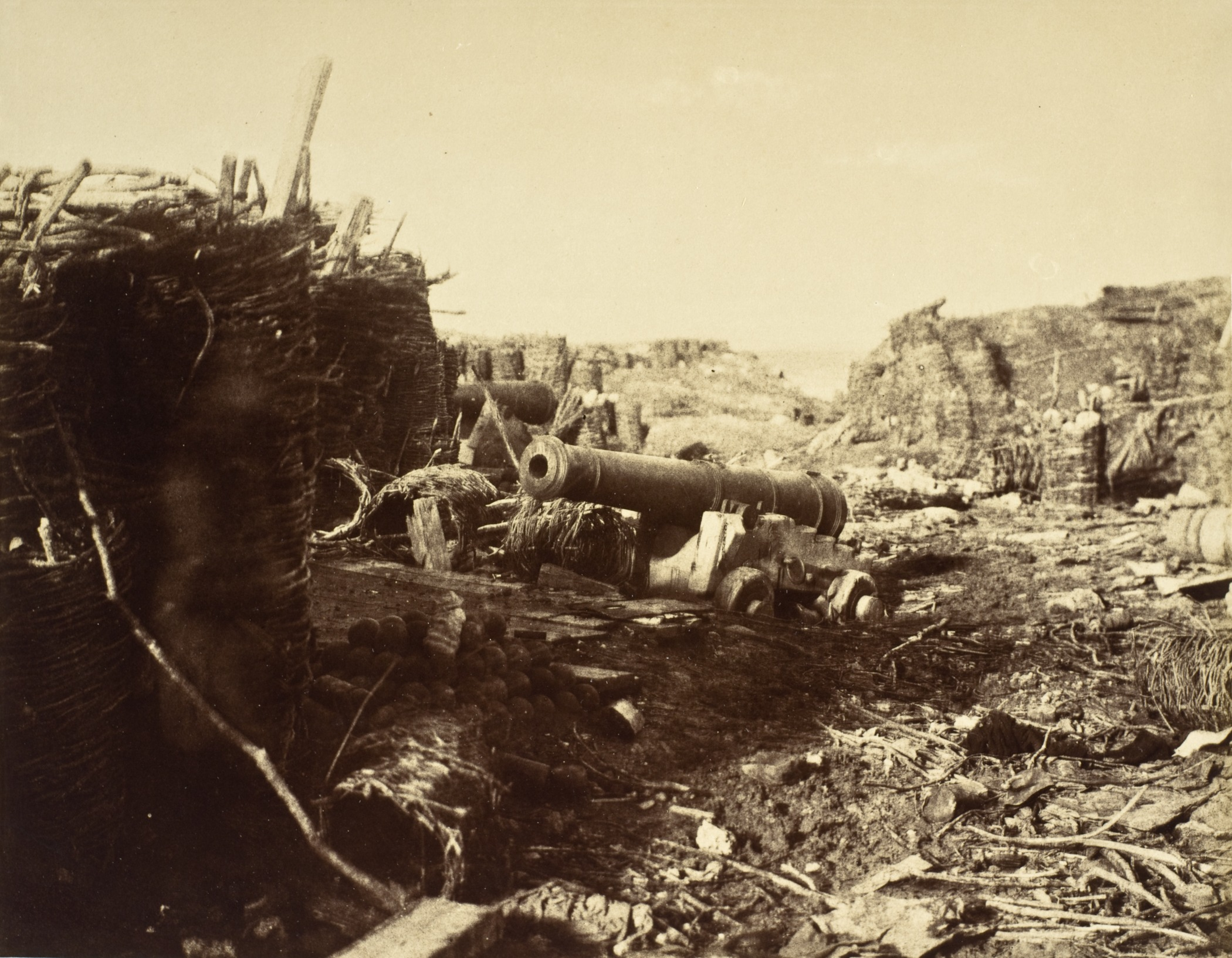
avec Léon-Eugène Méhédin.

## Œuvres
En 1873, la famille du colonel Langlois légua 256 toiles représentant des batailles et panoramas militaires au musée des Beaux-Arts de Caen. En 1888, ces toiles furent transférées dans le Pavillon des sociétés savantes, construit au XVIIIe siècle et aménagé aux frais de la nièce du colonel Langlois pour former le musée Langlois.
La moitié des œuvres exposées a été détruite pendant la bataille de Caen en 1944.

Œuvres de Jean-Charles Langlois
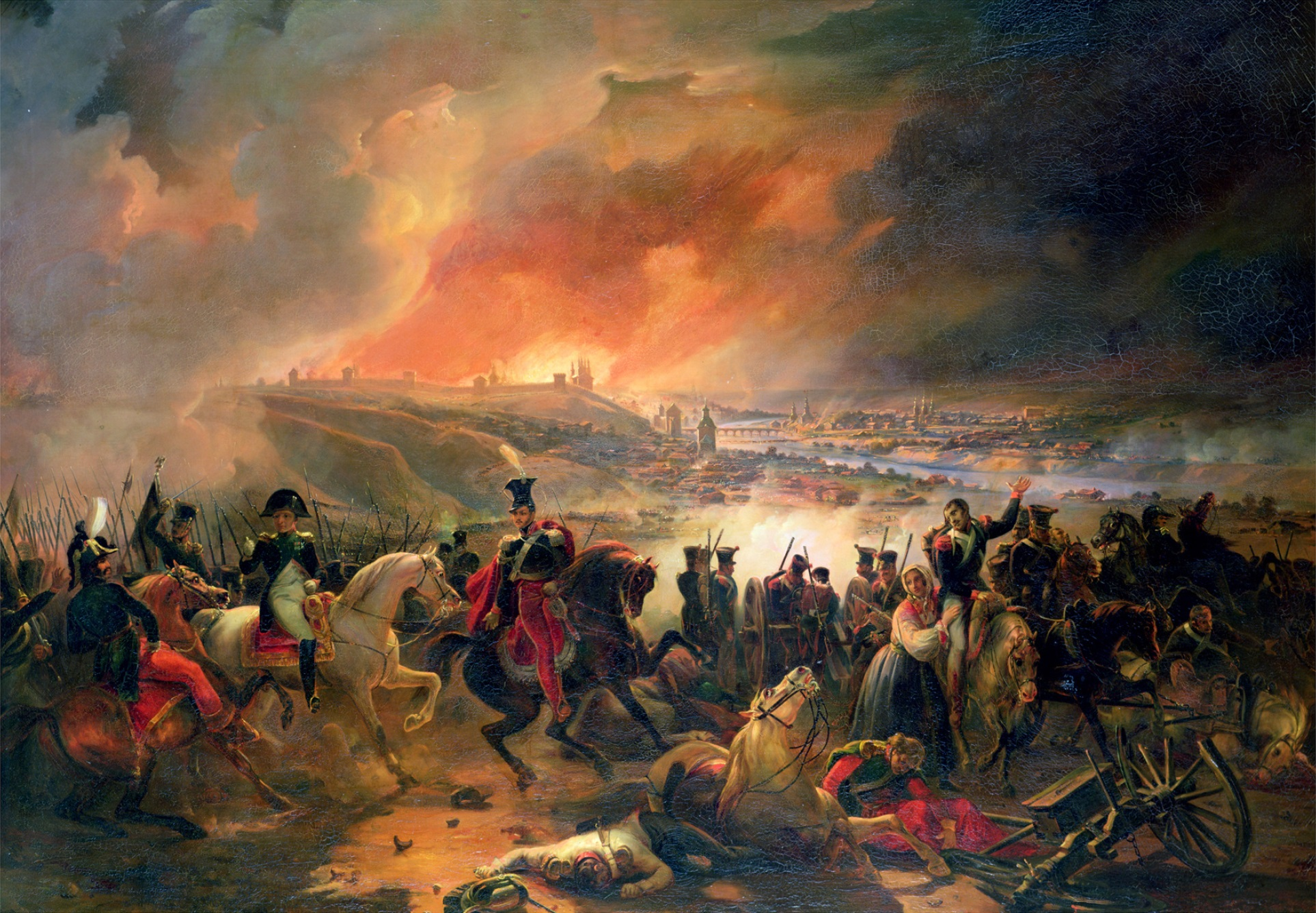
Bataille de Smolensk (1812), château de Versailles.
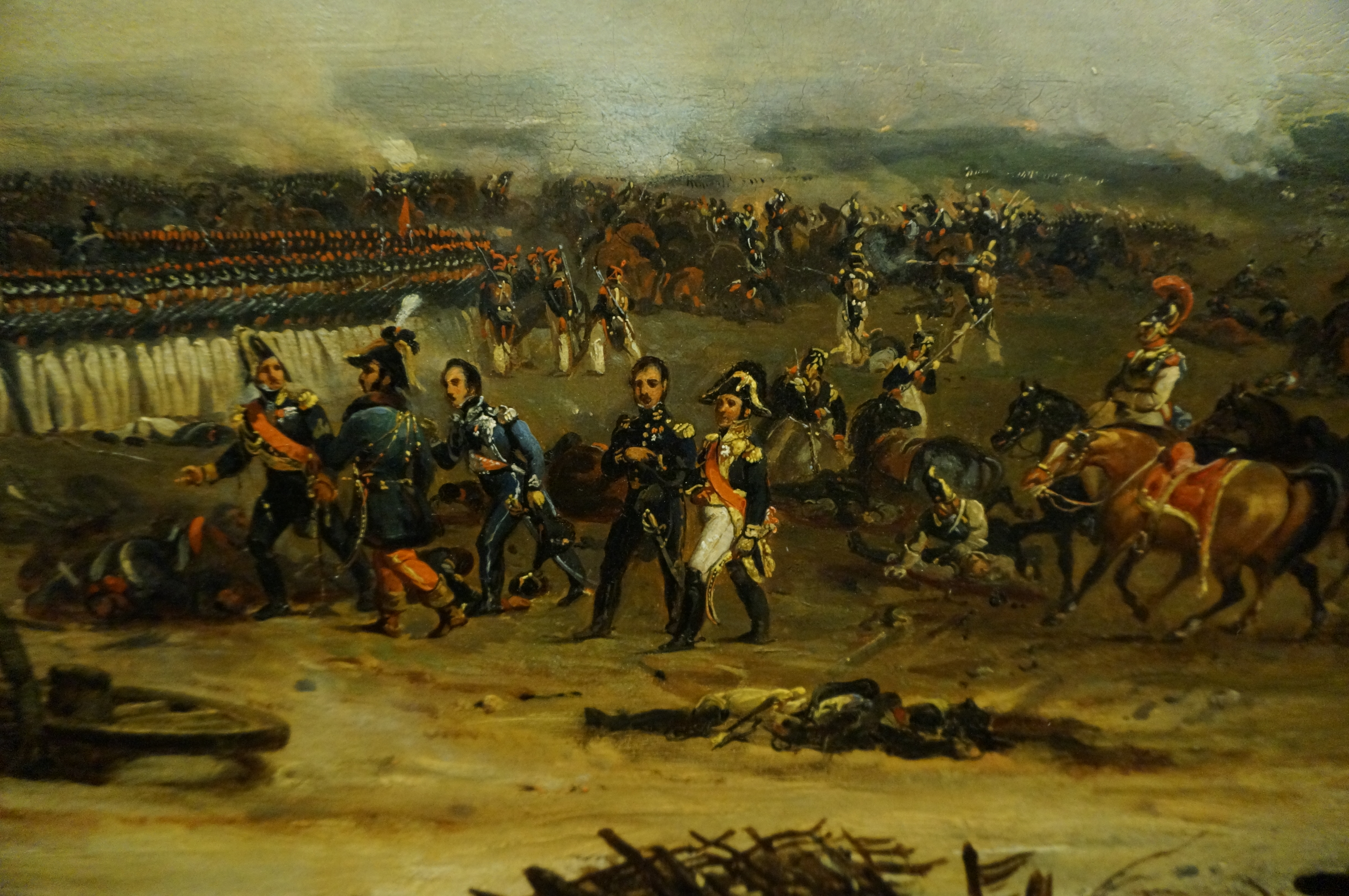
Bataille de la Moskowa (1835), détail, Paris, musée de l'Armée.
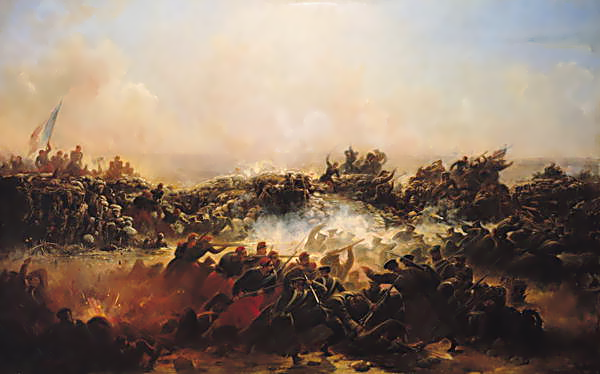
Bataille de Sébastopol (1855), musée des Beaux-Arts de Caen.
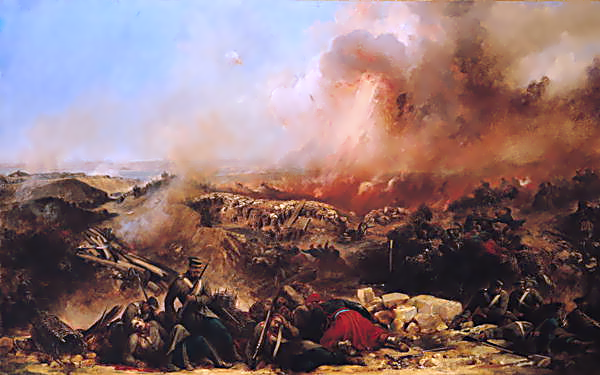
Bataille de Sébastopol (1856), musée des Beaux-Arts de Caen.

## Publications
- Explication du panorama et relation de la bataille de Solferino, Paris, Dupont, 1866.
- Explication du panorama représentant la bataille et la prise de Sébastopol, Paris, Havard, 1861.
- Explication du panorama, et relation de la Bataille des pyramides : extraite en partie des dictées de l’empereur à Sainte-Hélène, et des pièces officielles, Paris, Didot, 1853.
- Relation du combat et de la bataille d’Eylau, Paris, Panorama des Champs-Élysées, 1844.
- Panorama de la bataille de la Moskowa, Paris, Ducessois, 1835.
- Voyage pittoresque & militaire en Espagne : dédié à S.E. Mr. le Mal. Gouvion St. Cyr, pair de France, Paris, Engelmann, 1826-1830.

## Hommages et postérité

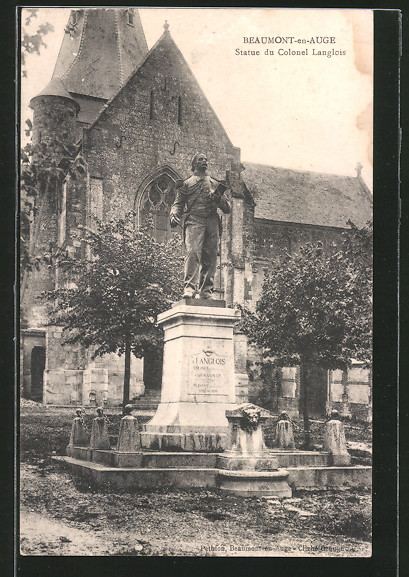
Louis-Émile Décorchemont, Monument à Jean-Charles Langlois (1885), Beaumont-en-Auge.

Une place à Beaumont-en-Auge porte son nom. Sur cette place, un monument en bronze le représentant est inauguré le 30 août 1885. Offert par Mme de Serand, sa nièce, il est réalisé par Louis-Émile Décorchemont. La statue représentait Jean-Charles Langlois âgé de 65 ans, tenant son carnet de croquis et un crayon. Dans le cadre de la mobilisation des métaux non ferreux, la statue est envoyée à la fonte sous le régime de Vichy et le piédestal est depuis lors resté vide.

## Expositions
- « Un peintre de l’épopée napoléonienne : le colonel Langlois, 1789–1870 », Boulogne-Billancourt, bibliothèque Marmottan, 11 octobre 2000 – 24 février 2001[11]